# Tipula (Nobilotipula) specularis
Tipula (Nobilotipula) specularis is een tweevleugelige uit de familie langpootmuggen (Tipulidae). De soort komt voor in het Oriëntaals gebied.